# Elzhof
Das Gebiet Elzhof ist ein vom Regierungspräsidium Freiburg am 30. April 1990 durch Verordnung ausgewiesenes Naturschutzgebiet auf dem Gebiet der Gemeinde Schönwald im Schwarzwald im Schwarzwald-Baar-Kreis.

## Lage
Das Schutzgebiet liegt etwa einen Kilometer nordwestlich von Schönwald im Tal des Schwarzenbachs westlich des Reinertonishof. Es gehört zum Naturraum Baaralb und Oberes Donautal.

## Schutzzweck
Wesentlicher Schutzzweck ist laut Schutzgebietsverordnung „die nachhaltige Sicherung eines Abschnitts des Schwarzenbachtals mit Hoch - und Übergangsmooren, umgebenden Flachmooren, Magerrasen, artenreichen Wirtschaftswiesen, Versteinungen und durchziehenden Gewässern als repräsentativer Landschaftsausschnitt von hervorragender Eigenart und Schönheit, die Sicherung und Erhaltung der Vorkommen einer Vielzahl gefährdeter und seltener Pflanzen - und Tierarten in ihrer typischen Vergesellschaftung [und] die Erhaltung des Gebiets als Gegenstand landeskundlicher Forschung, insbesondere wegen kaltzeitlicher Reliktvorkommen und der Bedeutung der Torfkörper als vegetationsgeschichtliche Archive.“

## Landschaftscharakter
Es handelt sich um einen Moorkomplex in der Talaue des Schwarzenbachs mit zwei mit Spirkenmoorwald bestockten Hochmoor-Kernen, die von verschiedenen Heidemoor- und Regenerationsstadien, Seggenrieden, Quellmooren, Nasswiesen und Borstgrasrasen umgeben sind.

## Zusammenhängende Schutzgebiete
Das Naturschutzgebiet ist vollständig vom Landschaftsschutzgebiet Schwarzenbachtal umgeben. Das Gebiet gehört zum FFH-Gebiet Schönwälder Hochflächen und liegt im Naturpark Südschwarzwald.